# Kandhla
Kandhla är en stad i distriktet Muzaffarnagar i den indiska delstaten Uttar Pradesh. Staden är belägen cirka 5 mil nordväst om Meerut och hade 46 796 invånare vid folkräkningen 2011. Kandhla är indelad i 25 mindre administrativa enheter, wards.